# Ante Svarčić

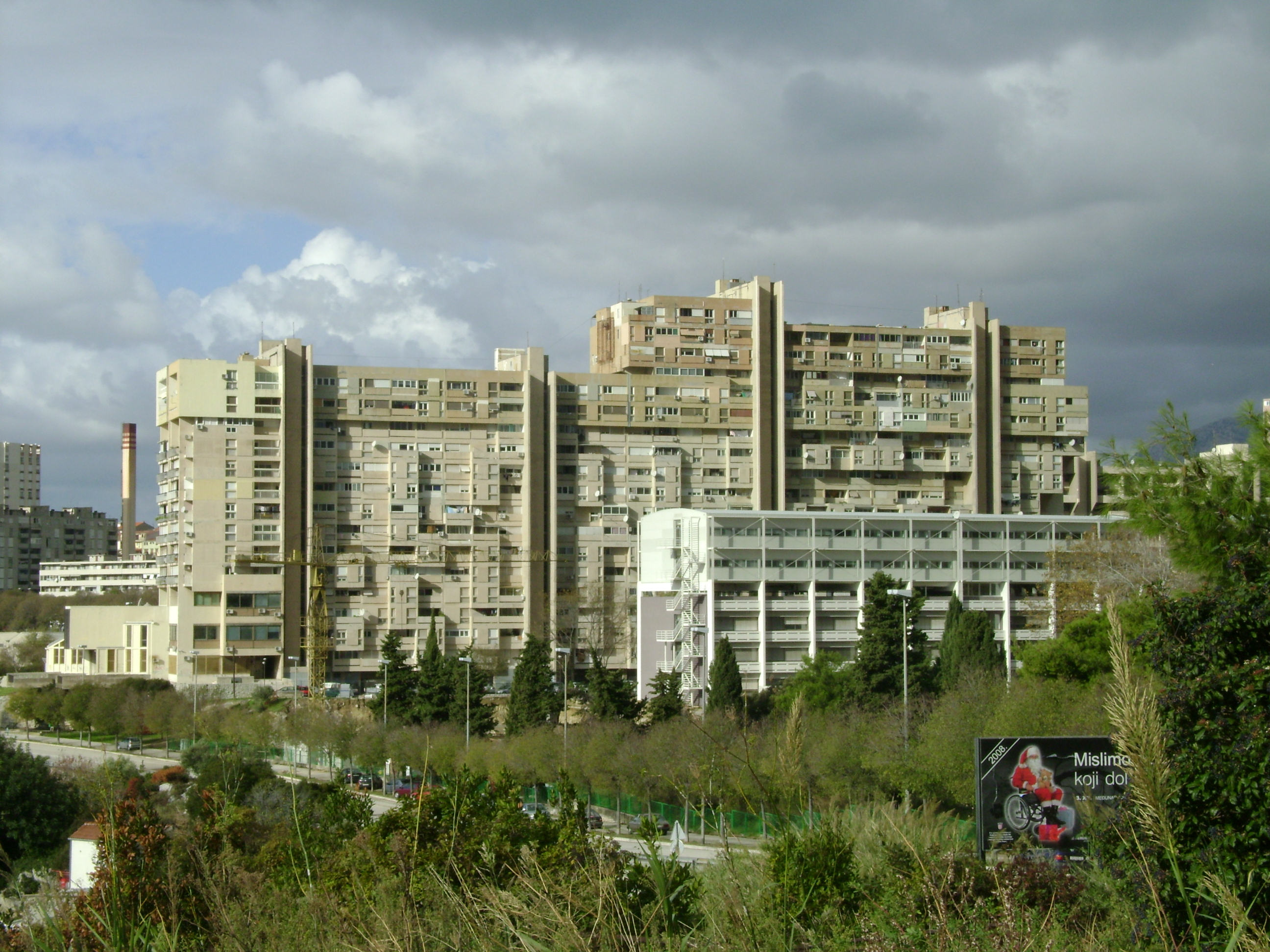
Krstarica (Kreuzer), Wohngebäude (1971–1973, Architekt: Frano Gotovac) am südlichen Ende der von einem Team unter Leitung von Ante Svarčić konzipierten Sveučilišna ulica

Ante Svarčić (* 1938 in Split; † am oder vor dem 11. September 2021 ebenda) war ein jugoslawischer Architekt.
Nach Beendigung seines Studiums an der Universität Sarajevo 1963 arbeitete er als Architekt beim Bauunternehmen Tehnogradnja. 1995 machte er sich mit einem eigenen Architekturbüro selbstständig.
Bekannt ist er insbesondere durch die von einem Team unter seiner Leitung konzipierte Sveučilišna ulica (Universitätsstraße, später umbenannt in Ulica Ruđera Boškovića), die im Zuge der Gründung der Universität Split (1974) in den 1970er Jahren als Zentrum des neuen Stadtteils Split 3 erbaut wurde. Im Architekturmuseum des Centro de Cultura Contemporánea de Barcelona wird die Sveučilišna ulica als Beispiel für hochwertige Stadtplanung gewürdigt. Während die Wohngebäude der Straße in einem vom Brutalismus beeinflussten Corporate Design von verschiedenen anderen Architekten entworfen wurden, entwarf Svarčić selbst das Kaufhaus Prima 3 (1981) in der Mitte der Straße, das als erstes Gebäude der postmodernen Architektur in Split gilt.